# Partido de los Ciudadanos (Finlandia)
El Partido de los Ciudadanos (en finés: Kansalaispuolue (KP), en sueco: Medborgarpartiet) es un partido político finlandés, fundado en 2016. Fue fundada por el desde hace tiempo político del Partido del Centro y diputado al Parlamento Europeo Paavo Väyrynen, quien dejó el Centro a principios de 2016. Väyrynen actuó como el primer presidente del partido hasta julio de 2017, cuando fue sucedido por Sami Kilpeläinen.
El partido no participó en las elecciones municipales de 2017, aunque Väyrynen fue elegido para el Ayuntamiento de Helsinki como candidato independiente. Väyrynen también participó en las elecciones presidenciales de 2018 como candidato independiente, terminando cuarto con 6,2 por ciento de los votos.
En marzo de 2018, el Partido de los Ciudadanos expulsó a Väyrynen del partido, debido a sus presuntas fechorías con el financiamiento de la campaña durante las elecciones presidenciales. Väyrynen negó las acusaciones y, en cambio, inició un caso judicial contra las actividades de la junta de la parte. Mientras el caso judicial aún estaba en curso, Väyrynen fundó un grupo parlamentario del Partido de los Ciudadanos, con la intención de representar al partido en el parlamento.
En noviembre de 2018, el Tribunal de Distrito de Helsinki consideró nula la mayoría de las decisiones tomadas por la junta del partido, incluida la decisión de expulsar a Väyrynen. El presidente Sami Kilpeläinen pronto anunció que apelarían contra la decisión, mientras se preparaban para las elecciones parlamentarias de 2019 como de costumbre. La decisión promovió a Väyrynen a abandonar el grupo parlamentario del Partido de los Ciudadanos en favor del de su Movimiento 7 Estrellas. En abril de 2019, el Partido de los Ciudadanos y Väyrynen resolvieron sus diferencias.
El Partido de los Ciudadanos participó en las elecciones parlamentarias de 2019, pero ninguno de sus candidatos fue elegido.

## Resultados electorales

### Parlamento de Finlandia
| Año  | Escaños | Votos | Porcentaje |
| ---- | ------- | ----- | ---------- |
| 2019 | 0       | 7.645 | 0.2%       |

### Parlamento Europeo
| Año  | Escaños | Votos | Porcentaje | Ref.   |
| ---- | ------- | ----- | ---------- | ------ |
| 2019 | 0       | 2.043 | 0.1%       | [ 14 ] |